# Hannibal (filme)
Hannibal é um filme norte-americano do gênero suspense, dirigido por Ridley Scott e lançado em 2001, baseado no livro de mesmo nome de Thomas Harris. É a sequência do filme O Silêncio dos Inocentes (1991), com Anthony Hopkins retornando ao seu papel como o icônico serial-killer Hannibal Lecter.

## Sinopse
O Dr. Hannibal Lecter, um canibal que há dez anos fugiu da prisão, vive tranquilamente pelas ruas. Porém, a agente do FBI, Clarice Starling, nunca se esqueceu da conversa que teve com Lecter antes que esse fugisse, sendo ainda aterrorizada por sua voz fria. Entretanto, o milionário Mason Verger, uma vítima e sobrevivente do ataque de Lecter, procura vingança e usará Clarice como isca.

## Elenco
- Anthony Hopkins .... Hannibal Lecter
- Julianne Moore .... Clarice Starling
- Gary Oldman .... Mason Verger
- Ray Liotta .... Paul Krendler
- Giancarlo Giannini ....  Inspetor Renaldo Pazzi
- Zeljko Ivanek ... Dr. Cordell Doemling
- Francesca Neri .... Allegra Pazzi
- Mark Margolis .... Expert em perfume
- Diane Baker .... Senadora Ruth Martin

## Curiosidades
- Este é o terceiro filme em que aparece o personagem "Hannibal Lecter"; os demais foram Caçador de Assassinos (de 1986 - com a refilmagem, mais famosa, de 2002, Dragão Vermelho) e O Silêncio dos Inocentes (1991).
- Em 2007 foi lançando um quarto filme, Hannibal - A Origem do Mal, com Gaspard Ulliel e Gong Li, contando a infância e juventude de Hannibal Lecter e como ele se tornou o famoso canibal dos cinemas.
- Jonathan Demme, diretor de O Silêncio dos Inocentes, preferiu se afastar desta continuação por considerar a história muito violenta.
- Jodie Foster, que interpretou Clarice Starling no primeiro filme, decidiu não participar desta sequência por não concordar com os rumos tomados por sua personagem.
- Os direitos de filmagem de Hannibal, livro lançado em 1999 pelo escritor Thomas Harris, foram vendidos a Dino de Laurentiis por US$ 10 milhões, o mais alto valor já pago até então por um produtor para adaptar um livro para o cinema.
- O final do filme é diferente do final do livro pois, de acordo com o diretor Ridley Scott, o final do livro era infilmável. O escritor Thomas Harris concordou com a mudança.
- O filme teve um orçamento de US$ 80 milhões e só nas duas primeiras semanas nos cinemas obteve mais de US$ 100 milhões, apenas nos Estados Unidos.